# Necora puber
Necora puber är en kräftdjursart som först beskrevs av Carl von Linné 1767.  Necora puber ingår i släktet Necora, och familjen simkrabbor. Arten är reproducerande i Sverige.

## Bildgalleri

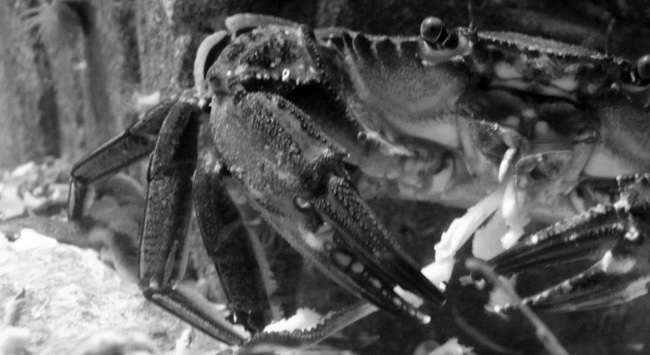
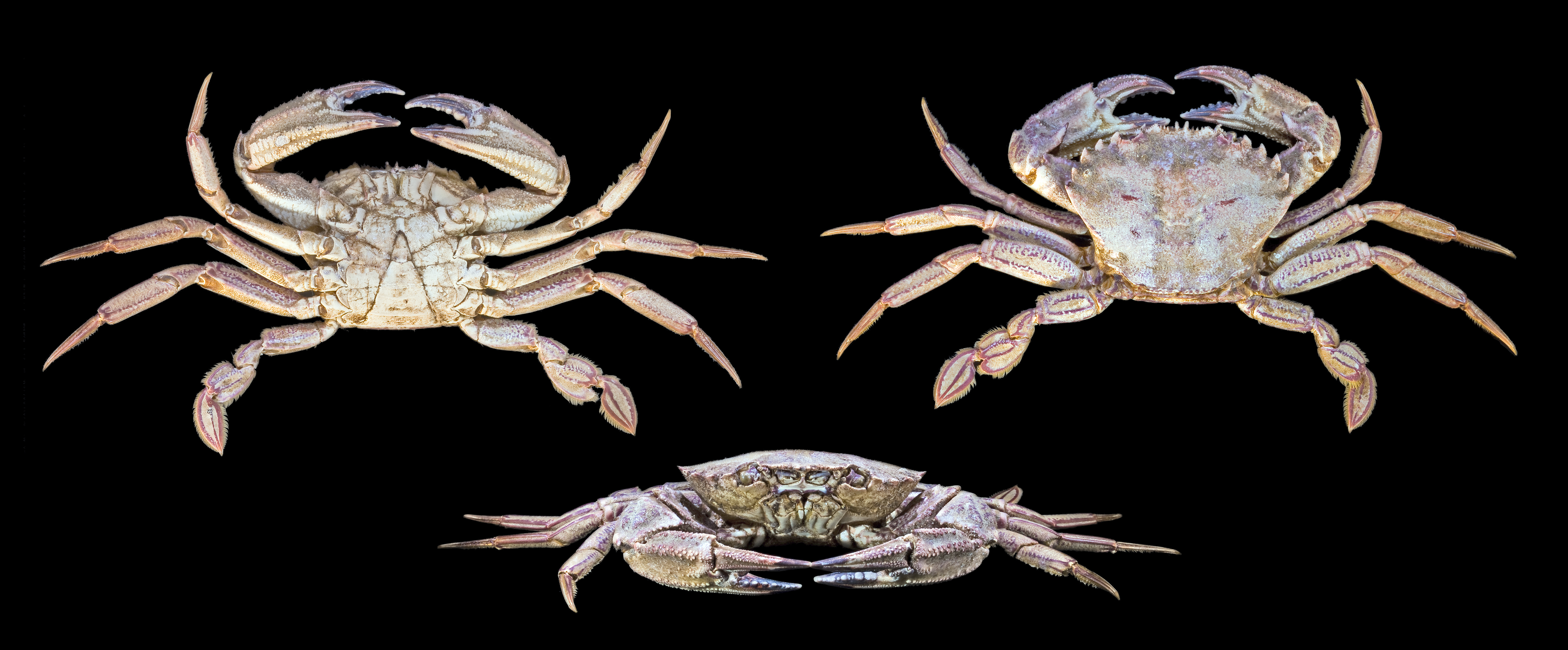
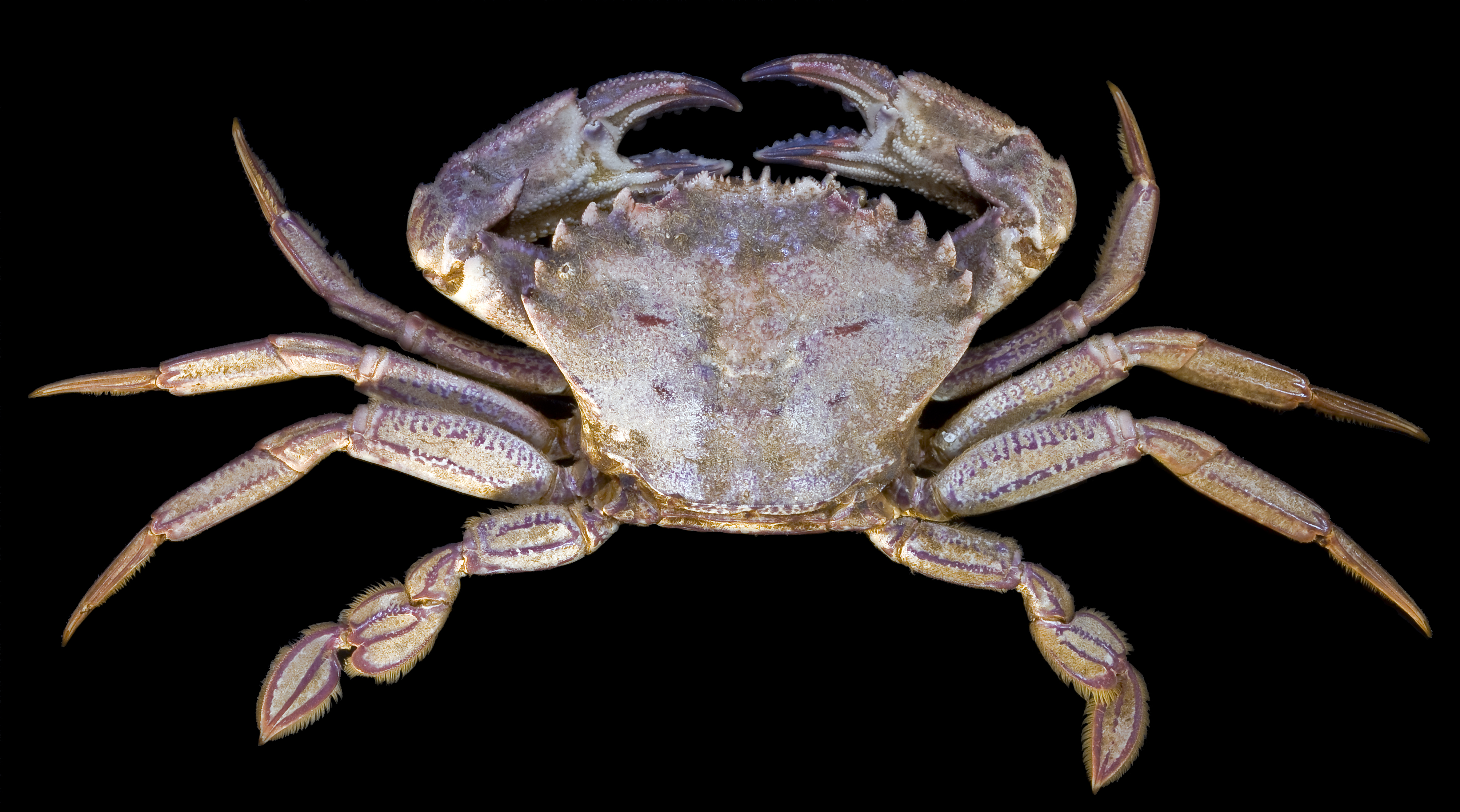
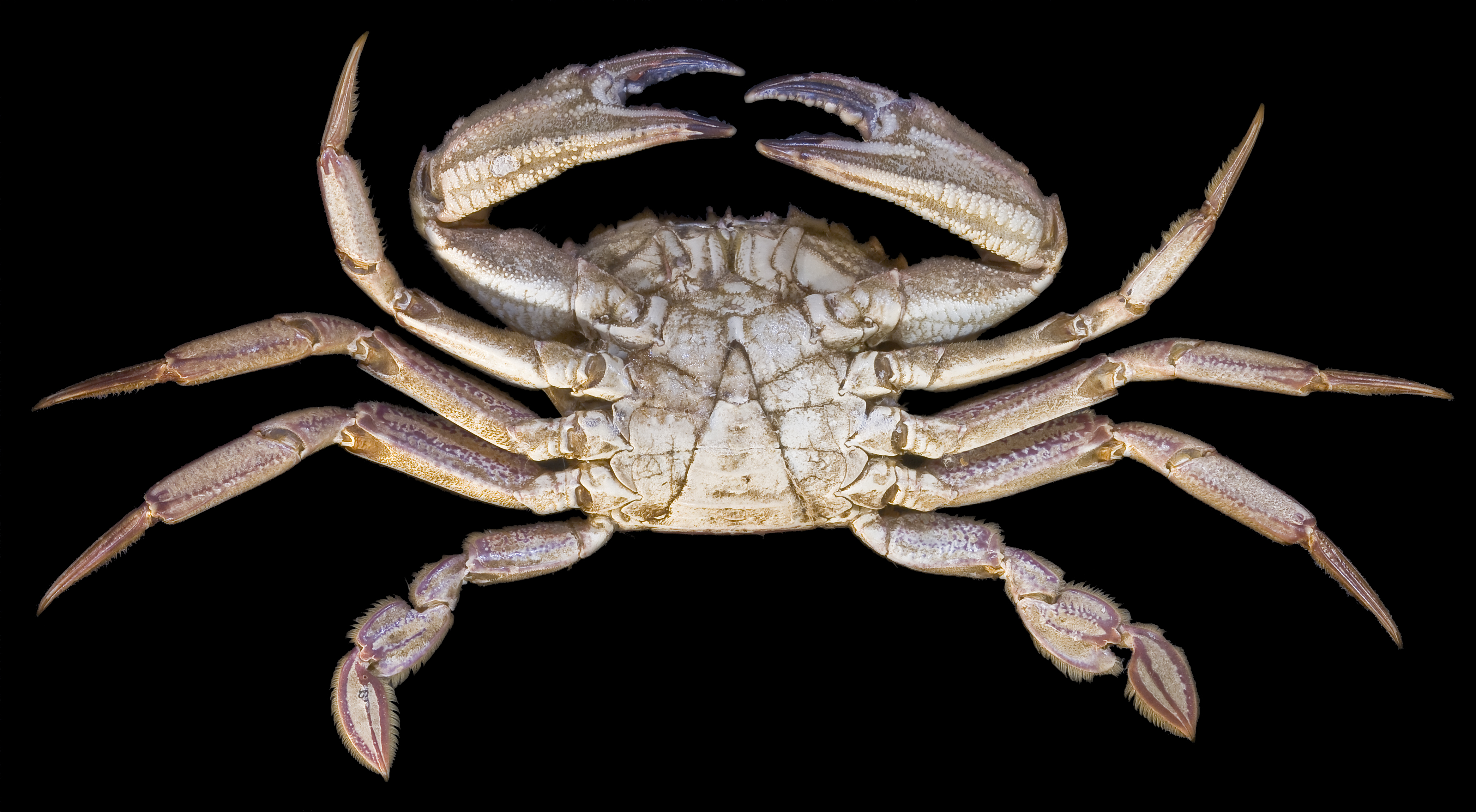
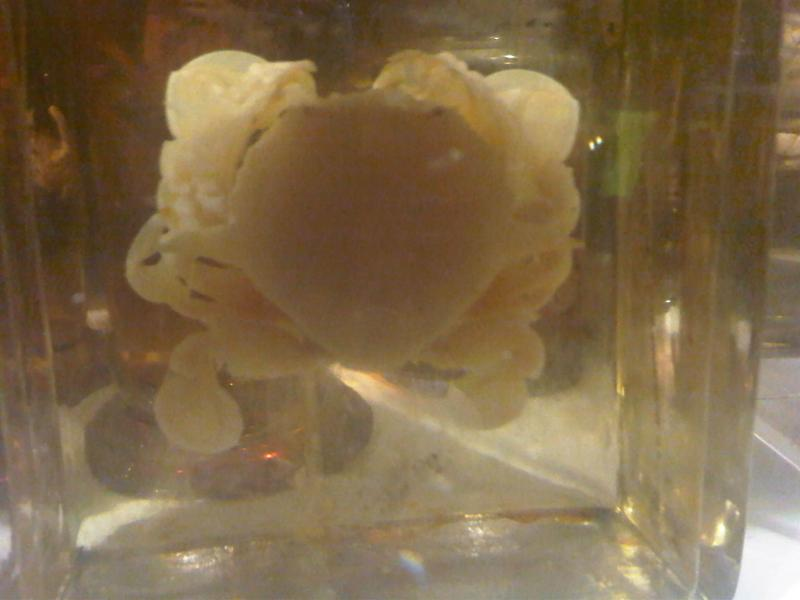
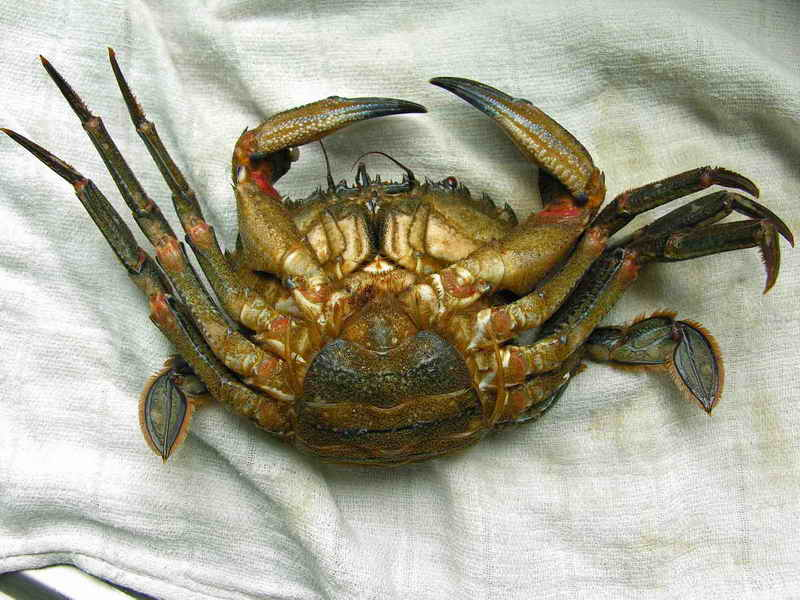